# Чорний Василь Ілліч
Василь Ілліч Чорний (19 серпня 1913, село Актачі Сімферопольського повіту Таврійської губернії, тепер село Фурмановка Бахчисарайського району Автономної Республіки Крим — 16 грудня 1996, місто Тамбов, Російська Федерація) — радянський діяч, 1-й секретар Тамбовського обласного комітету КПРС, голова Тамбовського облвиконкому. Депутат Верховної Ради Російської РФСР 5—6-го скликань. Депутат Верховної Ради СРСР 7—9-го скликань. Член Центральної Ревізійної комісії КПРС у 1966—1971 роках. Кандидат у члени ЦК КПРС у 1971—1976 роках. Член ЦК КПРС у 1976—1981 роках.

## Біографія
Народився в селянській родині. Мати була родом із Полтавської губернії.
У 1927 році закінчив сільську школу, в 1931 році — Карасубазарську сільськогосподарську школу Кримської АРСР. Працював техніком-парниководом радгоспу «Консервтрест» села Джага-Кущі Євпаторійського району Кримської АРСР. У 1932 році закінчив Карасубазарський плодоовочевий технікум.
У 1932—1935 роках — агроном Бахчисарайської машинно-тракторної станції (МТС), завідувач дослідної сільськогосподарської станції Кримської АРСР.
У 1935—1937 роках служив у Червоній армії: політичний керівник (політрук) військово-навчального пункту, голова районної ради Осоавіахіму в Бахчисараї.
У 1937—1939 роках — завідувач відділу Бахчисарайського районного комітету ВЛКСМ Кримської АРСР.
Член ВКП(б) з 1939 року.
У 1939—1941 роках — головний агроном Бахчисарайської районної контори «Торгплодоовоч», головний агроном Бахчисарайського районного земельного відділу.
Влітку 1941 року, з початком війни, призначений 2-м секретарем Бахчисарайського районного комітету ВКП(б) Кримської АРСР. У 1941—1942 роках — комісар Бахчисарайського партизанського загону (Кримська АРСР) в званні «молодший політрук». У 1942 році був поранений, лікувався в госпіталі № 2120 міста Сочі.
У січні 1943 — 1944 року — начальник політичного відділу, директор Октябрської машинно-тракторної станції (МТС) Джалал-Абадської області Киргизької РСР.
У 1944—1945 роках — секретар Куйбишевського районного комітету ВКП(б) Кримської області.
У 1945—1947 роках — завідувач сільськогосподарського відділу Кримського обласного комітету ВКП(б).
У 1947—1950 роках — слухач Вищої партійної школи при ЦК ВКП(б).
У 1950—1954 роках — інструктор сільськогосподарського відділу ЦК ВКП(б) (КПРС).
У 1954—1955 роках — 1-й заступник голови Ради міністрів Північно-Осетинської АРСР.
У 1955—1960 роках — 2-й секретар Північно-Осетинського обласного комітету КПРС.
У 1960—1961 роках — інспектор відділу партійних органів ЦК КПРС по РРФСР.
У 1961 — грудні 1962 року — голова виконавчого комітету Тамбовської обласної ради депутатів трудящих.
У грудні 1962 — грудні 1964 року — голова виконавчого комітету Тамбовської сільської обласної ради депутатів трудящих.
У грудні 1964 — лютому 1966 року — голова виконавчого комітету Тамбовської обласної ради депутатів трудящих.
У лютому 1966 — 11 березня 1978 року — 1-й секретар Тамбовського обласного комітету КПРС.
З березня 1978 року — персональний пенсіонер союзного значення в місті Сімферополі. Очолював секцію ветеранів партизанського руху Кримського обласного комітету ветеранів Великої вітчизняної війни.
У 1996 році переїхав до міста Тамбова, де й помер 16 грудня 1996 року.

## Нагороди і звання
- два ордени Леніна (1971, 1973)
- орден Жовтневої Революції (1973)
- орден Вітчизняної війни ІІ ст. (6.04.1985)
- два ордени Трудового Червоного Прапора (1963, 1966)
- орден Червоної зірки (24.10.1942)
- медалі
- Почесний громадянин міста Тамбова (2001, посмертно)